# Lannova vila (Bubeneč)
Lannova vila v Praze 6 – Bubenči je novorenesanční dům v ulici V sadech č. 1, v zahradě sevřené ulicemi Pelléova a Na Seníku. Pro svou rodinu a umělecké sbírky ji dal podle projektu Vojtěcha Ignáce Ullmanna, jako svou především letní rezidenci, v letech 1868 až 1872 postavit podnikatel, sběratel umění a mecenáš Vojtěch Lanna mladší.

## Historie

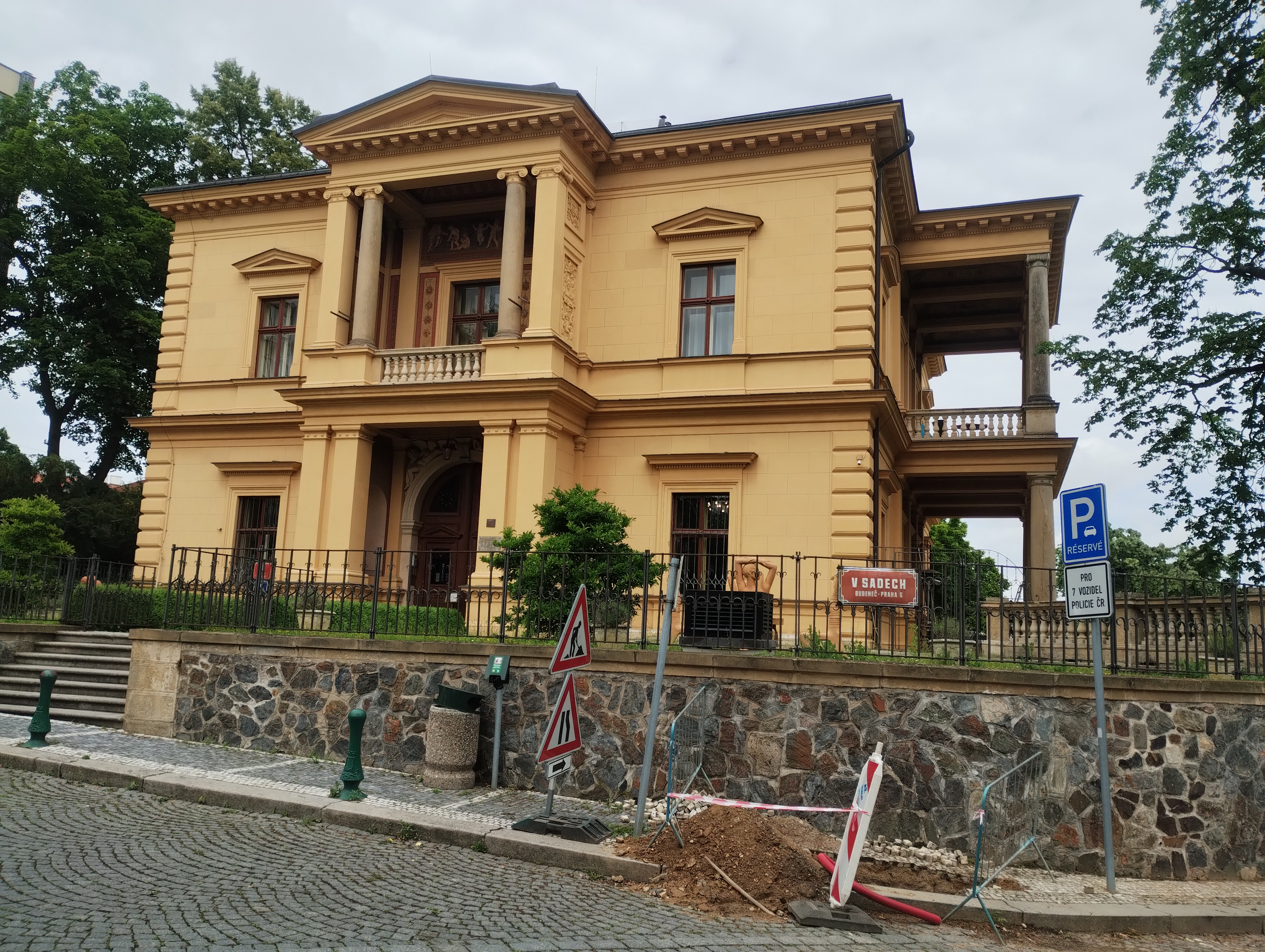
Pohled na Lannovu vilu od protější Petsckovy vily

Sídlo si zbudoval – poté, co založil rodinu – podnikatel, sběratel umění a mecenáš Vojtěch Lanna mladší, aby vytvořil klidnou oázu pro svou manželku Franzisku, rozenou von Benne [francisku fon bene] (* 1842), dceru Franzisku Josefinu (* 1866), syna Františka Vojtěcha (* 1867) a dceru Alici (* 1868). Od Václava Storcha koupil parcelu se starším domem, který dal zbořit a postavit novou vilu; tu po roce 1880 rozšířil o dům čp. 3 původní majitelky Marie Skalické. Později vykoupil také sousední domy čp. 66 a 67, po jejich zboření rozšířil svou zahradu. Lannův syn dr. František Vojtěch se odstěhoval do Německa a roku 1913 vilu i s pozemky a vnitřním vybavením prodal staviteli Aloisu Potůčkovi. Roku 1916 objekt zakoupil rafinérský podnikatel Vojtěch Zikmund, po něm se zde vystřídalo několik soukromých majitelů, až roku 1948 byla vila znárodněním začleněna do Československých stavebních závodů, n.p. V letech 1957–1992 ji spravovala Československá akademie věd. Od roku 1993 slouží jako reprezentační objekt Akademie věd České republiky ke slavnostním příležitostem, k pořádání vědeckých konferencí, a také jako hotel.

## Architektura

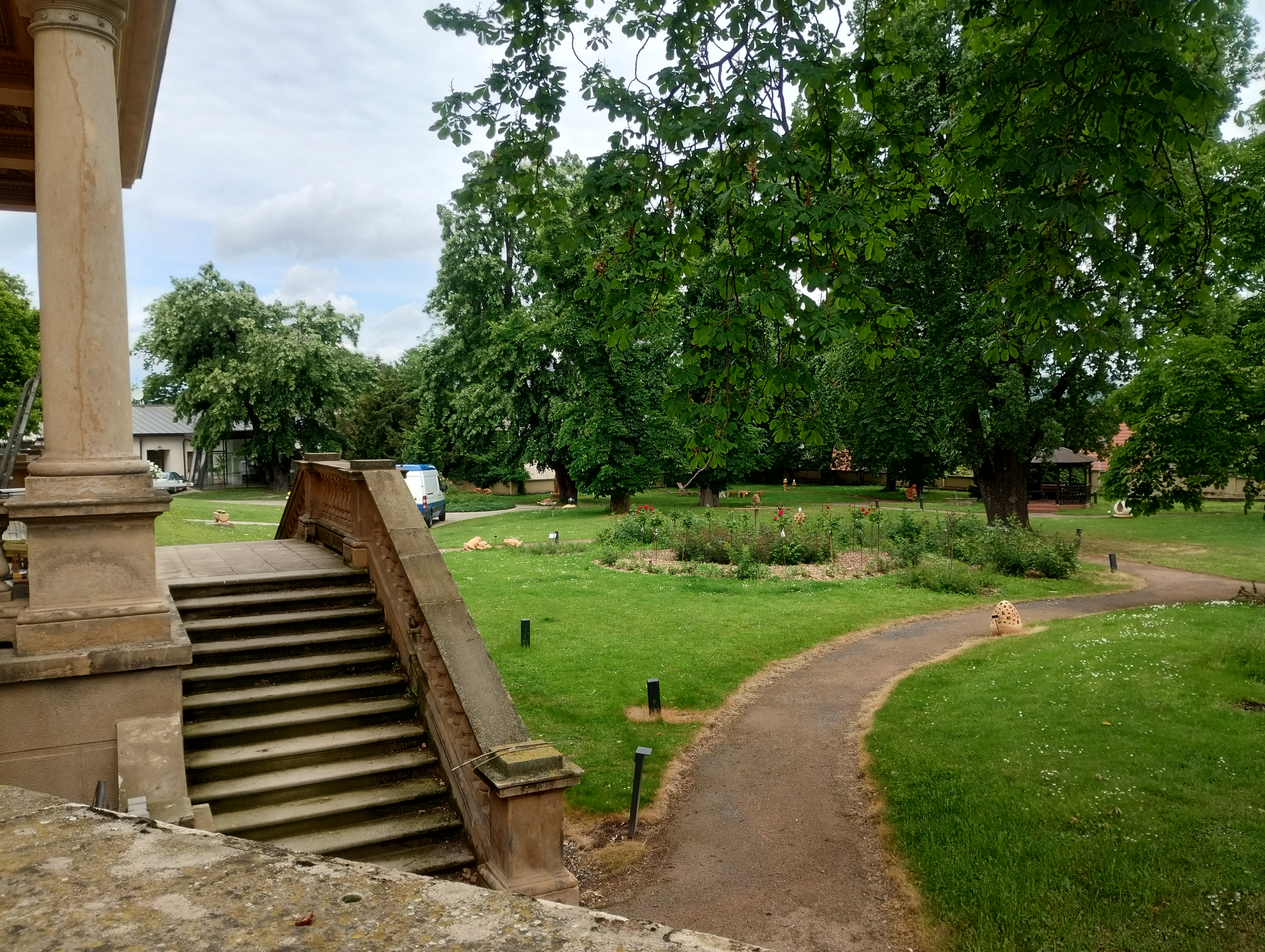
Pohled na zahradu u Lannovy vily

Plány nejsou podepsané, byl to pravděpodobně architekt Ignác Ullmann, kdo navrhl a v letech 1868 až 1872 za účasti svého zetě, začínajícího architekta Antonína Barvitia [barvicia], a později s účastí jeho bratra, malíře Viktora Barvitia, postavil novorenesanční jednopatrovou vilu s věží ve stylu italského předměstského domu (villa suburbana), obklopenou sloupovým portikem a zahradou podle vzoru italského renesančního architekta Palladia. Šlo o první příklad slohově čistého novorenesančního domu v Čechách a jednu z nejvýznamnějších staveb tohoto stylu ve střední Evropě.

## Interiér
Interiéry tvoří vstupní hala s recepcí, čtyři reprezentační společenské salony, kuchyně a další soukromé prostory, všechny s dekorativní výzdobou romantickými malbami s figurálními scénami z řecké a římské mytologie, doplněné alegorickými a realistickými malbami, oslavujícími pracovní a společenské aktivity stavebníka.
- Apollónův salón – ústřední prostor; trojice obrazů na čelní stěně: Zrození Apollóna; Apollón jako pastýř ve společnosti žen hraje na lyru; Apollón s lukem se chystá zastřelit monstrum Pythona; Apollón jako bůh umění a věd je symbolem samotného majitele;
- Venušin salón – (také Kulečníkový salón) vstupní místnost z chodby, zde se také po jídle společnost scházela k partii kulečníku; mytologické malby: Zrození Venuše z mořské pěny s asistujícími tritony, najádami a mořskými kentaury; Paridův soud, Venuše oplakává mrtvého Adónise; Lovící Amor s Aurou a šelmami; Únos Psyché
- Bakchův salón – společenská místnost s bufetem; malby s tematikou příběhů boha Bakcha a Ariadny
- Travenský salon – vyobrazení krajiny s jezerem a osadou odkazuje k alpskému, resp. hornorakouskému původu rodiny Lannů (původně Lannerů, Lahnerů či Lähnerů) a k jejich profesi dřevařů,[pozn. 4] výrobní praxe je znázorněna porážením kmene stromu a korytem lesní klouzačky, po které se klády dopravovaly k vodě. Dále je vyobrazeno současné působiště majitele u Travenského jezera v Solné komoře, Lannova rezidence v Gmundenu, kterou – stejně jako tento salón – vymaloval Heinrich Gärtner.

Nástěnné a závěsné malby provádělo více malířů, především Viktor Barvitius, drážďanský Heinrich Gärtner, vídeňský Hans Makart, Adolf Fridrich Menzel a Leopold Rottmann, autory dekorativních maleb byli Stöhr z Hannoveru, Lotz, Willems a další. Původně byly součástí vybavení také obrazy, sochy a další starožitnosti z Lannovy umělecké sbírky, rozprodané v letech 1909–1910 v aukční síni Lepke v Berlíně.
- Současnou výtvarnou výzdobu tvoří především grafické listy Jiřího Švengsbíra, Oldřicha Kulhánka, doplňují je dva starší obrazy, olejomalba ženy od Alfonse Muchy a Žena u zdi od Jakuba Schikanedera.